# Hjardemål Sogn
Hjardemål Sogn er et sogn i Thisted Provsti (Aalborg Stift).
Hjardemål Sogn, Østerild Sogn og Hunstrup Sogn er de 3 sogne på Østholmen, som i Stenalderen var en ø. De er i dag ét pastorat og var det også før Reformationen, hvor Hjardemål vistnok var hovedsognet og de andre to var annekser. Efter Reformationen blev Hjardemål et selvstændigt pastorat ligesom Hunstrup-Østerild, som Hjardemål dog blev anneks til i 1822. Trap melder i 1901, at "nu agtes det atter udskilt".
Alle 3 sogne hørte til Hillerslev Herred i Thisted Amt. De blev i 1800-tallet en sognekommune. Men Hjardemål var en selvstændig sognekommune, da den i 1965 blev indlemmet i Hanstholm Kommune, som ved strukturreformen i 2007 indgik i Thisted Kommune.
I Hjardemål Sogn ligger Hjardemål Kirke, som er den gamle Middelalderkirke, og Hjardemål Klit Kirke, som blev opført i 1895.
I sognet findes følgende autoriserede stednavne:
- Blovsgårde (bebyggelse)
- Brøndskær Bakker (areal)
- Esdal Sletning (areal, bebyggelse)
- Flyvklit (areal)
- Harboslette (areal, bebyggelse), delt med Hillerslev Sogn
- Harklit Grav (areal)
- Hjardemål (bebyggelse, ejerlav)
- Hjardemål Klit (bebyggelse, ejerlav)
- Hjardemål Klitplantage (areal)
- Hjardemål Kær (bebyggelse)
- Hvidkær (bebyggelse)
- Korsø (bebyggelse, ejerlav)
- Mærkedal (bebyggelse)
- Nissekær (areal)
- Roer Sande (areal)
- Salmaensgrave (areal)
- Skiverklit (bebyggelse)
- Tved (bebyggelse)
- Tørvekær Rimme (areal)
- Vullum (bebyggelse)
- Vullum Sø (vandareal)